# Notalina pseudodelicata
Notalina pseudodelicata là một loài Trichoptera trong họ Leptoceridae. Chúng phân bố ở miền Australasia.